# Haar (olieslaan)

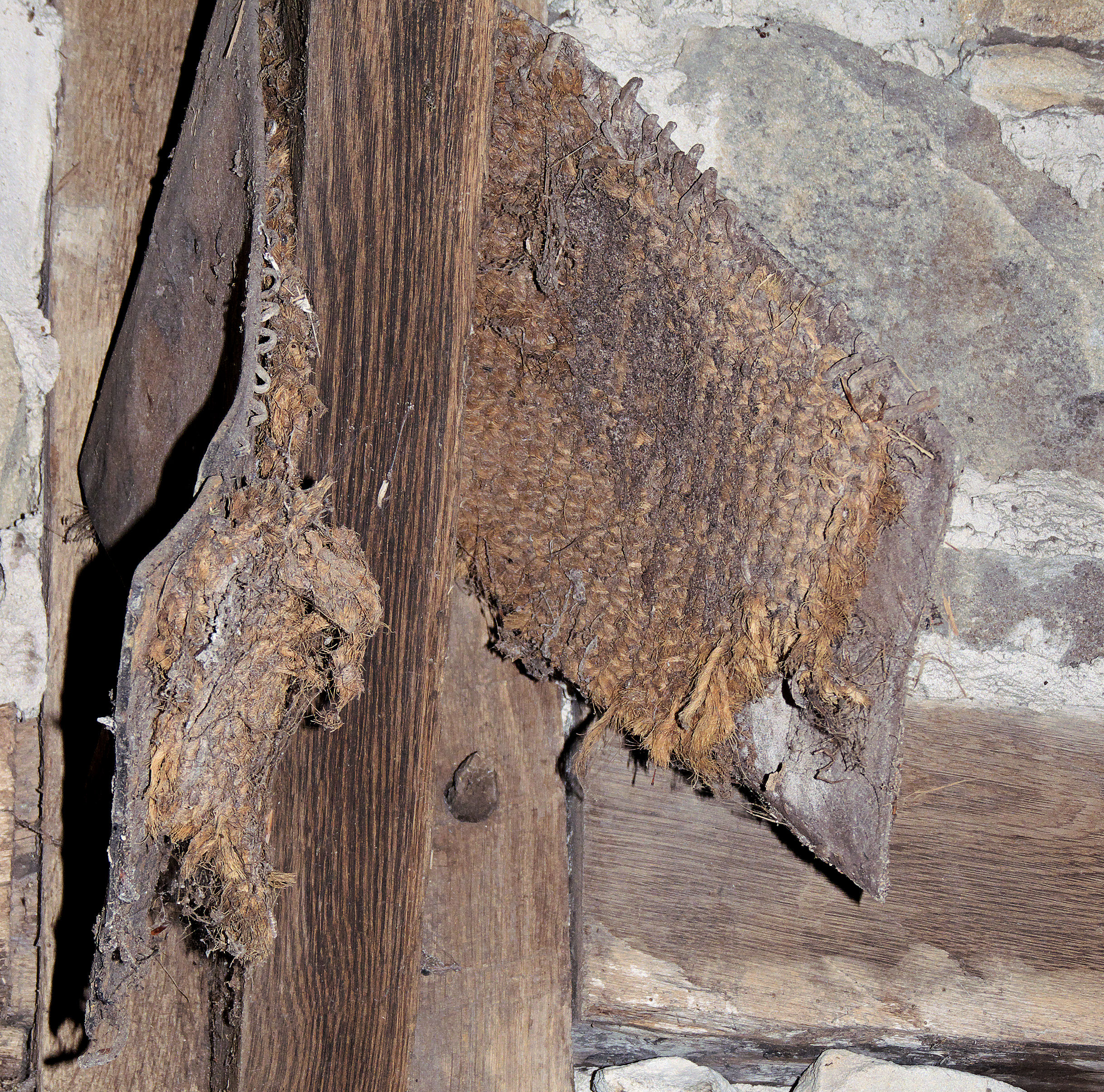
Opgehangen, versleten haar van paardenhaar

Een haar is een persmat die gebruikt wordt in een wigpers in een oliemolen. De haar bestaat uit een gevlochten mat van tot koorden in elkaar gedraaid paardenhaar. Om deze mat zit een met leren veters vastgenaaide leren omslag om de mat te beschermen, en om hem uit de pers te kunnen halen.
Tijdens het olieslaan worden oliehoudende zaden zoals vlaszaad of raapzaad eerst geplet en dan verwarmd. Daarna wordt het in een buul gedaan, een langwerpige zak, vroeger van wol, tegenwoordig van filterdoek, in de vorm van de haar. Deze buul gaat in de haar, en de haar wordt dichtgeslagen in de perskamer van de wigpers gezet.
Vroeger werd de haar gemaakt van de haren van de staart van een hengst. Het haar van de staart van een merrie was ongeschikt door verzwakking door de urine. Soms bestond een haar uit zwart paardenhaar met wit haar uit een koeienstaart. Tegenwoordig wordt de mat gemaakt van een combinatie van sisal en nylon.
Als alternatief voor haren, die bewerkelijk zijn om te maken, worden ook wel persplanken van hout, bijvoorbeeld van gelaagd beukenhout, toegepast. Soms zijn deze nog beslagen met geribbeld blik aan de binnenkant.
Als een nieuwe haar door de stugheid niet ver genoeg de perskamer inging werd er een 'kerkboek' opgelegd, waarna de haar met een hamer naar beneden werd geslagen. Het 'kerkboek' bestond uit een blok beukenhout met een holle beneden- en een ronde bovenkant.